# Alegeri legislative în Germania, 1990
Cea de a doisprezecea ediție a alegerilor legislative din Republica Federală Germania au avut loc pe data de 2 decembrie 1990, pentru a alege membrii Bundestagului. Au fost primele alegeri cu vot liber și universal în toată Germania încă de la alegerile din 1932 care l-au adus pe Adolf Hitler la putere și primele alegeri libere de după reunificarea Germaniei, care a avut loc în același an.

## Rezultate
| Partid | Partid                                                                                                   | 2voce                          | 2voce              | 2voce                  | Locuri       | Locuri       | Locuri             |
| Partid | Partid                                                                                                   | Număr voturi                   | %                  | Évol.                  | Număr voturi | Évol.        | %                  |
| ------ | --- | ------------------------------ | ------------------ | ---------------------- | ------------ | ------------ | ------------------ |
|        | Uniunea CDU/CSU - Uniunea Creștin-Democrată (Germania) (CDU) - Uniunea Creștin-Socială din Bavaria (CSU) | 20 358 09617 055 116 3 302 980 | 43,8 %36,7 % 7,1 % | - 0,4 %+ 2,3 % - 2,7 % | 319268 51    | + 96+ 94 + 2 | 48,2 %40,5 % 7,7 % |
|        | Partidul Social Democrat al Germaniei (SPD)                                                              | 15 545 366                     | 33,5 %             | - 3,5 %                | 239          | + 53         | 36,1 %             |
|        | Partidul Liber Democrat (Germania) (FDP)                                                                 | 5 123 233                      | 11,0 %             | + 1,9 %                | 79           | + 33         | 11,9 %             |
|        | Partidul socialismului democratic (PDS)                                                                  | 1 129 578                      | 2,4 %              | + 2,4 %                | 17           | + 17         | 2,6 %              |
|        | Alianța 90 (Est)                                                                                         | 559 207                        | 1,2 %              | + 1,2 %                | 8            | + 8          | 1,2 %              |
|        | Les Verts (Vest)                                                                                         | 1 788 200                      | 3,8 %              | - 4,5 %                | 0            | - 42         | 0,0 %              |
|        | Altele                                                                                                   | 1 952 092                      | 4,2 %              |                        | 0            |              | 0,0 %              |
| Total  | Total | 46 455 772                     | 100,0 %            |                        | 662          | + 165        | 100,0 %            |